# Wölsendorfit
Wölsendorfit ist ein selten vorkommendes Mineral aus der Mineralklasse der „Oxide und Hydroxide“ mit der idealisierten chemischen Zusammensetzung Pb7(UO2)14O19(OH)4·12H2O und damit chemisch gesehen ein wasserhaltiges Uranyl-Hydroxid mit zusätzlichen Bleiionen.
Wölsendorfit kristallisiert im orthorhombischen Kristallsystem und entwickelt meist tafelige Kristalle oder kugelige Mineral-Aggregate und krustige Überzüge von wenigen Millimetern Größe mit einem glas- bis diamantähnlichen Glanz auf den Oberflächen. Die durchscheinenden Kristalle sind von orangeroter bis kräftig karminroter Farbe.

## Etymologie und Geschichte
Erstmals entdeckt wurde Wölsendorfit im Johannesgang (ehemals Wölsendorfer Gang und Nord-West-Gang) der „Grube Johannesschacht“ bei Wölsendorf in der Gemeinde Schwarzach bei Nabburg (Landkreis Schwandorf, Bayern) in Deutschland. Die Analyse und Erstbeschreibung erfolgte 1957 durch Jean Protas (1932–2007), einem französischen Mineralogen und damaligen Professor an der Universität Nancy, der das Mineral nach dessen Typlokalität Wölsendorf benannte.
Da der Wölsendorfit bereits vor der Gründung der International Mineralogical Association (IMA) bekannt und als eigenständige Mineralart anerkannt war, wurde dies von ihrer Commission on New Minerals, Nomenclature and Classification (CNMNC) übernommen und bezeichnet den Wölsendorfit als sogenanntes „grandfathered“ (G) Mineral. Die ebenfalls von der IMA/CNMNC anerkannte Kurzbezeichnung (auch Mineral-Symbol) von Wölsendorfit lautet „Wsd“.
Das Typmaterial des Minerals wird in der Mineralogischen Sammlung der Mines ParisTech (auch École nationale supérieure des mines; ENSM) unter der Katalog-Nummer 51069 und der Universität Pierre und Marie Curie (UPMC oder auch PMCU) unter der Katalog-Nummer 3149 (CT) aufbewahrt.

## Klassifikation
In der veralteten 8. Auflage der Mineralsystematik nach Strunz gehörte der Wölsendorfit zur Mineralklasse der „Oxide und Hydroxide“ und dort zur Abteilung der „Hydroxide“, wo er im Anhang der „Becquerelit-Reihe“ mit der System-Nr. IV/F.12 mit den Hauptmitgliedern Becquerelit, Billietit und Compreignacit eingeordnet war.
Im zuletzt 2018 überarbeiteten und aktualisierten Lapis-Mineralienverzeichnis nach Stefan Weiß, das sich aus Rücksicht auf private Sammler und institutionelle Sammlungen noch nach dieser alten Form der Systematik von Karl Hugo Strunz richtet, erhielt das Mineral die System- und Mineral-Nr. IV/H.06-040. In der „Lapis-Systematik“ entspricht dies der Abteilung „Uranyl([UO2]2+)-Hydroxide und -Hydrate“, wo Wölsendorfit zusammen mit Bauranoit, Calciouranoit und Metacalciouranoit die unbenannte Gruppe IV/H.06 bildet.
Die von der International Mineralogical Association (IMA) zuletzt 2009 aktualisierte 9. Auflage der Strunz’schen Mineralsystematik ordnet den Wölsendorfit ebenfalls in die Abteilung der „Uranyl-Hydroxide“ ein. Diese ist allerdings weiter unterteilt nach der möglichen Anwesenheit zusätzlicher Kationen und der Kristallstruktur, so dass das Mineral entsprechend seiner Zusammensetzung und seinem Aufbau in der Unterabteilung „Mit zusätzlichen Kationen (K, Ca, Ba, Pb usw.); mit vorwiegend UO2(O,OH)5 pentagonalen Polyedern“ zu finden ist, wo es als einziges Mitglied die unbenannte Gruppe 4.GB.30 bildet.
Auch die vorwiegend im englischen Sprachraum gebräuchliche Systematik der Minerale nach Dana ordnet den Wölsendorfit in die Klasse der „Oxide und Hydroxide“ und dort in die Abteilung der „Uran- und thoriumhaltige Oxide“ ein. Hier ist er zusammen mit Metacalciouranoit in der unbenannten Gruppe 05.04.03 innerhalb der Unterabteilung „Uran- und thoriumhaltige Oxide, die Erdalkalimetall-Elemente enthalten (wasserhaltig)“ zu finden.

## Kristallstruktur
Wölsendorfit kristallisiert orthorhombisch in der Raumgruppe Cmcm (Raumgruppen-Nr. 63) mit den Gitterparametern a = 14,13 Å; b = 13,88 Å und c = 55,97 Å sowie acht Formeleinheiten pro Elementarzelle.

## Eigenschaften
Durch seinen Urangehalt von bis zu 59,99 % gilt das Mineral als sehr stark radioaktiv. Unter Berücksichtigung der natürlichen Zerfallsreihen bzw. vorhandener Zerfallsprodukte wird die spezifische Aktivität mit 107,38 kBq/g angegeben (zum Vergleich: natürliches Kalium 0,0312 kBq/g). Der zitierte Wert kann je nach Mineralgehalt und Zusammensetzung der Stufen deutlich abweichen, auch selektive An- oder Abreicherungen der radioaktiven Zerfallsprodukte sind möglich.

## Bildung und Fundorte
Wölsendorfit bildet sich sekundär als Verwitterungsprodukt von Uraninit in der Oxidationszone von uranhaltigen Lagerstätten. Entsprechend tritt es überwiegend in Paragenese mit Uraninit, aber auch mit Becquerelit, Kasolit, Masuyit, Metastudtit und Rutherfordin auf.
Als seltene Mineralbildung konnte Wölsendorfit nur an wenigen Orten nachgewiesen werden, wobei weltweit bisher rund 40 Vorkommen dokumentiert sind (Stand 2023). Außer an seiner Typlokalität im Wölsendorfer Revier fand sich das Mineral in Bayern noch in der Grube Christa bei Großschloppen. Weitere bekannte Vorkommen in Deutschland sind die Grube Anton im Heubachtal und die Grube Johann am Burgfelsen nahe Wittichen sowie die Grube Krunkelbach in der Gemeinde Menzenschwand in Baden-Württemberg sowie die Uranerz-Ganglagerstätte Schlema-Alberoda und die Bergehalden bei Tirpersdorf in Sachsen.
Der bisher einzige bekannte Fundort in der Schweiz ist eine Uranprospektion bei La Creusaz in der Gemeinde Salvan VS im Kanton Wallis.
Bekannt aufgrund außergewöhnlicher Funde von Wölsendorfit ist zudem die „Shinkolobwe Mine“ in der Provinz Katanga, Demokratische Republik Kongo, wo reichhaltige Mineral-Aggregate mit gut ausgebildeten, wenn auch nur millimetergroßen Kristallen gefunden wurden.
Weitere Fundorte liegen unter anderem in der Lagerstätte von Koongarra im Northern Territory von Australien; in der „Urucum Mine“ bei Galiléia im brasilianischen Bundesstaat Minas Gerais; einigen französischen Regionen; in der „Oklo Mine“ bei Franceville in Gabun; im Gebiet um Randboldal in der grönländischen Region Avanersuaq (Avannaa, dän.: Nordgrønland); bei Bocenago im Val Rendena in der italienischen Provinz Trentino; bei Port Radium am Großen Bärensee in Kanada; in der norwegischen Gemeinde Tokke; bei Krasnokamensk und auf der Halbinsel Saoneschje (englisch Zaonezhie; russisch Заонежье) in Russland; in den schwedischen Regionen Lappland, Södermanland und Värmland; in einigen Regionen von Tschechien; in der „Botallack Mine“ des Bergbaureviers St Just, Cornwall im Vereinigten Königreich (Großbritannien) sowie in den US-amerikanischen Regionen Colorado, Maine und Pennsylvania.

## Vorsichtsmaßnahmen
Aufgrund der Toxizität und der starken Radioaktivität des Minerals sollte eine Aufnahme in den Körper (oral) auf jeden Fall verhindert und zur Sicherheit direkter Körperkontakt vermieden sowie beim Umgang mit dem Mineral Mundschutz und Handschuhe getragen werden.